# Андреа Лукета
Андреа Лукета (ит. Andrea Lucchetta; Тревизо, 25. новембар 1962) је бивши италијански одбојкаш. Висок је 200 cm, играо је на позицији средњег блокера и био је члан славне генерације феномена. Познат је по надимку Луди Лаки (Crazy Lucky), који му је дат, јер има потпуно необичну фризуру.

## Клупска каријера

### Тревизо (1980—1981)
Андреа Лукета је професионалну каријеру започео у Тревизу, у оно вријеме слабашном друголигашком тиму. Премијера у Серији А2 није прошла најславније. Екипа је, у конкуренцији 12 тимова "А" групе, заузела 10. мјесто, што је значило да ће наредну сезону провести у трећем рангу такмичења. За перспективног играча то није била претјерано привлачна будућност, па се Лукета, након само годину дана проведених у клубу из родног града, преселио у Модену.

### Модена (1981—1990)
Девет сезона, проведених у Панини Модени, представљају врхунац Лукетине клупске каријере. Његов долазак у престоницу машина поклопио се са нестварним успоном тог тима.
Освојено је 13 трофеја:
- 4 титуле побједника Серије А1: 1985/86, 1986/87, 1987/88, 1988/89.
- 4 титуле побједника Купа Италије: 1984/85, 1985/86, 1987/88, 1988/89.
- 1 титула побједника Купа европских шампиона: 1989/90.
- 1 титула побједника Купа побједника купова: 1985/86.
- 3 титуле побједника ЦЕВ Купа: 1982/83, 1983/84, 1984/85.

Осим наведеним трофејима, ондашња Панини Модена се може подичити и неколицином других мјеста: два пута су били допрваци Италије (1984/85, 1989/90), а три пута допрваци Европе (1986/87, 1987/88, 1988/89).
Андреа је, током тих девет година, био капитен и носилац игре моденског тима. Ипак, након толико година и освојених трофеја, дошло је до извјесног засићења, па се Луди Лаки, по освајању Купа европских шампиона (1990), у потрази за новим изазовима, отиснуо ка Милану.

### Милано (1990—1994)
У новом клубу - који је за те четири године чак три пута мијењао име - се Лукета брзо наметнуо као лидер. Освојене су двије титуле клупског првака свијета (1990, 1992) и једна титула побједника Купа побједника купова (1992/93), али у домаћим такмичењима није освојен нити један трофеј. У сезони 1993/94. је, након одличних партија у регуларном дијелу сезоне, у финалу плеј-офа претрпљен пораз од Лакијевог бившег тима - Сислија из Тревиза. Било је вријеме за промјену средине. Нова адреса - Кунео.

### Кунео (1994—1997)
Алпитур Трако Кунео је, након неколико просјечних сезона, 1994. окупио одличне играче и имао велике амбиције за наредне године. Осим Лукете, у том клубу су у сезони 1994/95. играли и Љубомир Ганев, Клаудио Гали, Фердинандо Де Ђорђи, Самуеле Папи, Кшиштоф Стелмах, Лијано Петрели, млађани Луиђи Мастранђело... Освојено је друго мјесто у регуларном дијелу сезоне Серије А1, али је, у плеј-офу, крај дошао брже него што се очекивало. Даље од полуфинала се није могло.
У наредној сезони су доведени Владимир Грбић, Рафаел Пасквал и Кристијан Казоли. Освојени су Куп Италије и Куп ЦЕВ, али је наслов првака Италије опет измакао, овог пута у финалу.
Посљедња Лакијева сезона у Пијемонту донијела је још два трофеја: Суперкуп Италије, Суперкуп Европе и Куп побједника купова. Титула је, по трећи пут, остала недостижна, а Лукета је, у својој 35. години, одлучио да нађе нови клуб и то у вјечном граду.

### Рома (1997—1998)
Алпитур Трако Кунео није много изгубио Лукетиним одласком, а Пјађо Рома није много добио. Слабо 9. мјесто је значило да је вријеме за реконструкцију тима, а у новој причи није било мјеста за легендарног ветерана, чија се улога на терену све више сводила на пуко искуство, лишено енергије и нових потеза. Лудом Лакију је било јасно: каријера се ближи крају и ваљало би је, кад се већ указала прилика, завршити у клубу који га је прославио - Модени.

### Модена (1998—2000)
Каза Модена Унибон је 1998. постала првак Европе, али у наредне двије сезоне, са Лукетом, није освојен нити један трофеј.
Луди Лаки је 2000, након своје треће сушне сезоне, у 38. години живота одлучио да заврши играчку каријеру. Остао је упамћен као прототип лидера и један од највећих свјетских играча с краја 80-их и почетка 90-их година.

## Репрезентативна каријера

### Прве године (1982—1988)
Изванредне партије, које је пружао у Панини Модени, Лукету су, препоручиле селекторској комисији, коју су чинили Кармело Питера и Силвано Пранди, па је у репрезентативном дресу дебитовао 15. јула 1982, у утакмици против Совјетског Савеза (2:3). Врло брзо се профилисао у стандардног члана прве поставе и лидера тима. Са азурима је освојио бронзану медаљу на Олимпијским играма 1984. али је на осталим великим такмичењима редовно био далеко од борбе за медаљу. Све се, међутим, промијенило 1988. године, када је, након дебакла на Олимпијским играма у Сеулу, мјесто селектора заузео Лакијев тренер из Модене - Аргентинац Хулио Веласко.

### Вођа генерације феномена (1988—1992)
Ове године представља најблиставији период Лукетине каријере. Био је вођа генерације феномена, која је, за четири године, освојила више медаља него њени претходници у дресу азура за 40 година.
У 1989. су освојене двије медаље: златна на Европском првенству и сребрна на Свјетском купу.
Наредне године је, у премијерном издању Свјетске лиге, освојено прво мјесто, а на Свјетском првенству у Бразилу је, након драме у полуфиналу (Бразил, 3:2) и рапсодије у финалу (Куба, 3:1) освојена златна медаља. Упоредо са колективним успјесима, Луди Лаки је низао и личне: на поменутом првенству је проглашен за најкориснијег играча.
Европска круна 1991. није одбрањена, јер је, у финалу Европског првенства, Совјетски Савез био надмоћан (3:0), али је, зато, још два пута освојена Свјетска лига (1991, 1992).
Поменути успјеси су указивали на то да су Италијани главни фаворити на Олимпијским играма 1992. Па, ипак, у четвртфиналу турнира у Барселони, азуре је шокирала Холандија. Освојено је незадовољавајуће 5. мјесто, а поменути дебакл је убрзао Лукетину одлуку о повлачењу из репрезентације.
Посљедњу утакмицу у плавом дресу је одиграо 1993. године, када је капитенску траку предао бившем клупском другу, Андреи Гардинију.

## Пост-играчка каријера
Након завршетка играчке каријере, није се посветио тренерском послу, него се фокусирао на улогу повременог стручног ТВ коментатора одбојкашких утакмица.
Са бившим саиграчима (Зорзи, Вуло, Брачи, Гали, Гардини...) је 2007. оформио репрезентацију ветерана, који су, 13. октобра исте године, на Европском првенству, освојили прво мјесто.
Крајем 2010. године је приказана његова анимирана ТВ серија Спајк тим.

## Признања
Лукета је, због свог играчког и пост-играчког јавног ангажмана, 2. јуна 2010. одликован Орденом заслуга Републике Италије.

## Занимљивости
- Године 1992. је учествовао у стварању пјесме Go Lucky Go, посвећене одбојкашкој репрезентацији Италије.[5]
- Године 1993. је објавио диск Schiacciamo l'Aids, са циљем да допринесе подизању свијести младих о проблему са којима се суочавају обољели од сиде.[6]